# Markus Čong
Markus Čong (енгл. Marcus Chong) rođen je kao Markus Vajat (енгл. Marcus Wyatt) 8. jula 1967. u Sijetlu, Vašington. Usvojila ga je porodica komičara Tomija Čonga (Tommy Chong), iz poznatog dua Čič i Čong (Cheech and Chong). Ima polusestru, glumicu Reji Don Čong (Rae Dawn Chong). Čongov biološki otac bio je lokalni spiker u Zalivskom području San Franciska dugo godina.
Najpoznatiji je po ulozi Tenka u filmu Matriks. Njegov lik je, međutim, izbrisan iz nastavaka filma nakon rasprave sa režiserima Larijem i Endijem Vahovskim.

## Spoljašnje veze
- Marcus Chong na sajtu  (jezik: engleski)